# Thomas Aiken
Thomas Edward Aiken (Johannesburg, 16 juli 1983) is een professioneel golfer uit Zuid-Afrika.

## Amateur
Aiken speelde van 1998-2001 in de nationale selectie en was in 2001 'Amateur van het Jaar'.

## Professional
Begin 2002 werd hij professional. In 2004 won hij driemaal op de Winter Swing van de Sunshine Tour. In 2005 eindigde hij daar aan de top van de ranglijst. Daarna begon hij op de Europese PGA Tour.
In 2009 werd hij 3de op de Winter Swing. Hij werd 8ste op het Brits Open en haalde de top-60 in Europa, waardoor hij het eerste wereldkampioenschap in Dubai mocht meedoen.

#### Sunshine Tour
- 2004: The Vodacom Origins of Golf Tour at Zimbali, The Vodacom Origins of Golf at Sun City, The Vodacom Origins of Golf Championship
- 2005: Telkom PGA Pro-Am
- 2006: Samsung Royal Swazi Sun Open
- 2008: Platinum Classic
- 2014: Africa Open

#### Europese Tour
- 2011: Open de España
- 2013: Avantha Indian Masters
- 2014: Africa Open

#### Elders
- 2003: Stoke By Nayland Classic (PGA Europro Tour)
- 2005: MTC Nambia PGA Championship
- 2007: Tour School Final op de San Roque Club